# 渡邊彰悟
渡邉 彰悟（わたなべ しょうご）は日本の弁護士。第一東京弁護士会所属、いずみ橋法律事務所代表を務める。

## 略歴
1990年4月、弁護士として登録（42期）し、第一東京弁護士会所属にした。はやぶさ法律事務所入所し、2000年10月にいずみ橋法律事務所開設。早稲田大学大学院法務研究科客員教授。
在日ビルマ人難民申請弁護団として、国民民主同盟系民主化団体のメンバーやロヒンギャ系難民などのミャンマー人難民申請に関わった。また、カルデロン一家問題では支援弁護士として政府の対応を批判し、メディアで一家への援助を呼びかけた。

## 著作物

### 共著
- 難民問題研究フォーラム編『難民と人権－新世紀の視座』（2001年、現代人文社、ISBN 978-4877980481）
- 東京弁護士会外国人の権利に関する委員会編『実務家のための入管法入門』（2004年、現代人文社、ISBN 978-4877982133）
- 東京弁護士会外国人の権利に関する委員会編『実務家のための入管法入門 改訂第2版』（2009年、現代人文社、ISBN 978-4877984298）
- 日本弁護士連合会人権擁護委員会編『難民認定実務マニュアル』（2006年、現代人文社、ISBN 978-4877982881）
- 日本弁護士連合会人権擁護委員会編『難民認定実務マニュアル　第２版』（2017年、現代人文社、ISBN 978-4877986544）
- 大橋毅、関聡介 & 児玉晃一『日本における難民訴訟の発展と現在』（2010年、現代人文社、ISBN 978-4877984502）